# Збірна Ємену з футболу
Збірна Ємену з футболу — національна футбольна збірна Ємену. Керується Футбольною федерацією Ємену. До 1990 року представляла Північний Ємен. Першою грою після об'єднання став матч із збірною Китаю, що відбувся 1 серпня 1993 року. Збірна Ємену ніколи не брала участі ні в чемпіонатах світу, ні в Кубку Азії.
Станом на 3 квітня 2025 посідає 158-e місце у рейтингу футбольних збірних світу.